# 李宇琪
李 宇琪（リー・ユーチー、1993年2月26日 - ）は、中国のアイドル。陝西省西安市出身。上海絲芭文化傳媒有限公司所属。女性アイドルグループSNH48チームSIIのメンバーである。

## 来歴
2012年
- 10月14日、『SNH48オリジナルメンバーオーディション』に合格。

2013年
- 1月12日、一期生お披露目公演「Give Me Power！」[1]。
- 4月17日、セレクション合格、正規メンバーとなった[2]。
- 5月20日、初となるコンサート『祈福雅安，星花為你綻放Blooming For You』を開催[3]。
- 6月13日、デビューシングル「無尽旋転(ヘビーローテーション)」発売、初選抜となった。
- 8月30日、専用劇場「星夢劇院」オープン。1期生メンバーによる「最終ベルが鳴る（最後的鐘聲響起）」公演を開始、劇場でデビュー。
- 11月11日、SNH48メンバー48名の中から16人のうちの一人としてチームSIIのメンバーに選出された[4][5]。
- 11月16日、広州国際体育センターで1万人規模のコンサート「SNH48広州演唱会」を開催予定。

## 人物
- 好きな芸能人は、宮澤佐江、イェン・ヤールン、キム・ヒチョル[6]。
- 好きなカラーは、紫[7]。
- キャッチコピーは、「青空にたなびくこいのぼり、泳ぎが止まらないのコイ!マオマオこと李宇琪です」。
- ダンスが得意、自分で「エンドロール」とDiVAの曲を踊ってみた[8]。
- 漫画やアニメを好む。漫画は、主に週刊少年ジャンプが好き、特に『BLEACH』や『銀魂』を好む。登場人物では『BLEACH』の「綾瀬川弓親」と『俺の妹がこんなに可愛いわけがない』の「黒猫」が好き[9]。
- ミルク好きであり、ミルク味の食べ物は全部好き[10]。
- 国家保育士資格がある[11]。

## SNH48での参加曲

### シングルCD曲
- 無尽旋転
  - 激流之戦
  - 化作桜花樹
- 飛翔入手
  - 馬尾與髮圈
  - 石頭剪刀布

### 劇場公演ユニット曲
SNH48 1期生「最終ベルが鳴る」公演
- 對不起我的寶貝（ごめんねジュエル）
- 再愛一回（リターンマッチ） ※
※呉哲晗のユニット曲アンダー

## 出演

### ドラマ
- 夢想預備生

### バラエティ番組
- 天天向上（2013年5月16日、湖南衛視）
- 星光現場（2013年5月22日、SMG）
- e鍋匯（不定期出演）
- 炫動漫（不定期出演）

### コンサート
- 祈福雅安，星花為你綻放（2013年5月25日、上海寶鋼大舞臺）
- 這一年，我們一起追的SNH48（2013年11月16日、廣州國際演藝中心）

### イベント
- 虹口燈光秀（2013年2月24日）
- 上海新娯樂草莓音樂節（2013年4月30日）
- 上海國際機床展（2013年7月3、4日）
- SNH48@百腦匯全國簽唱會 成都、北京、南京、廣州、上海（2013年9月21日 - 10月26日）